# Scatman Crothers
Benjamin Sherman "Scatman" Crothers, född 23 maj 1910 i Terre Haute, Indiana, död 22 november 1986 i Van Nuys, Kalifornien, var en amerikansk skådespelare, sångare, dansare och musiker. Bland hans mest kända roller märks kocken Dick Hallorann i Stanley Kubricks skräckfilmsklassiker The Shining och Mr. Turkle i Milos Formans Gökboet.
Crothers verkade även som röstskådespelare och gav bland annat röst till Meadowlark Lemon i den animerade serien Harlem Globetrotters (1970–1972), Jazz i serien The Transformers (1984–1987) och The Transformers: The Movie (1986), titelrollen i Hong Kong Phooey (1974-1976) och Scat-katt i Disneys film Aristocats (1970).
Som dansare och musiker arbetade han bland annat med Duke Ellington och Billie Holiday i ett flertal produktioner.
Scatman Crothers avled i lungcancer den 22 november 1986.

## Filmografi i urval
- I djungelns våld (1953)
- Broadway dansar och ler (1953)
- Johnny Dark - racerkungen (1954)
- Alfred Hitchcock presenterar (1958)
- Porgy and Bess (1959)
- Bröderna Cartwright (1961)
- Hello Dolly (1969)
- Bloody Mama (1970)
- Aristocats (1970) (rösten till Scat-katt)
- Harlem Globetrotters (1970–1972)
- Bewitched (1971)
- Lady Sings the Blues (1972)
- Kungen av Marvin Gardens (1972)
- Detroit 9000 (1973)
- Kojak (1973)
- Mannix (1974)
- Hong Kong Phooey (1974) (rösten till Hong Kong Phooey)
- Linda Lovelace for President (1975)
- Gökboet (1975)
- Den siste gunfightern (1976)
- Chicago-expressen (1976)
- Rötter (1977)
- The Dean Martin Celebrity Roast (1977)
- Starsky och Hutch (1977)
- Snacka om deckare, alltså! (1978)
- Charlies änglar (1978)
- Hulken (1979)
- Banjo – en kattunge på rymmen (1979) (rösten till Crazy Legs)
- The Shining (1980)
- Twilight Zone – på gränsen till det okända (1983)
- Two of a Kind (1983)
- The Transformers (1984–1987)
- Natty Gann och varghunden (1985)
- The Transformers: The Movie (1986) (rösten till Jazz)
- Rock Odyssey (1987) (rösten till Jukebox)